# Dictionnaire historique de la langue française (Académie française)
Der Dictionnaire historique de la langue française der Académie française ist ein Wörterbuchtorso in 4 Bänden, der trotz mehr als 3.000 Seiten nicht über den Buchstaben A hinaus kam. Er erschien von 1865 bis 1894. Dann wurde das Projekt abgebrochen. Der Titel ist nicht zu verwechseln mit dem Dictionnaire historique de la langue française von Alain Rey.

## Entstehung
Nachdem Abel-François Villemain 1835 in seinem Vorwort zur 6. Auflage des Dictionnaire de l’Académie française ein zitatenreiches Wörterbuch des Französischen gefordert hatte, dessen Artikel die Bedeutungsgeschichte des einzelnen Wortes abbildeten, machte sich neben Louis Dochez und Émile Littré auch die Akademie an die Herausgabe eines solchen Wörterbuchs. 1858 erschien der erste Halbband (A-Abusivement) auf 390 Seiten mit einem Vorwort von Henri Patin. Da sie aber 36 Jahre später nach 3200 Seiten nicht über den Buchstaben A hinausgekommen war, was etwa einem Zwölftel der gesamten Artikelstrecke entsprach, und weil seit 1872 der erfolgreiche Dictionnaire de la langue française ihres Mitglieds Littré mit ähnlicher Zielsetzung vorlag, gab sie das Vorhaben auf. Der Schwerpunkt der Zitate, die vom 16. Jahrhundert bis ins 19. Jahrhundert reichen, liegt im 17. Jahrhundert. Der monumentale Torso gehört zu den am wenigsten bekannten Wörterbüchern des Französischen.

## Vollständiger Titel und Gliederung
Dictionnaire historique de la langue française comprenant l’origine, les formes diverses, les acceptions successives des mots, avec un choix d’exemples tirés des écrivains le plus autorisés, publié par l’Académie française. Didot, Paris.
- 1. A–Act. 1865, XVI, 783 Seiten
- 2. Ad-All. 1884, 802 Seiten.
- 3. Alm-Ascension. 1888, 808 Seiten.
- 4. Ascensionnel-Azyme. 1894, 784 Seiten